# Ginástica rítmica nos Jogos Olímpicos de Verão de 2016 - Grupos
A prova de grupos da ginástica rítmica nos Jogos Olímpicos de Verão de 2016 foi realizada na Arena Olímpica do Rio, entre os dias 20  de agosto e 21  de agosto.

## Calendário
Horário local (UTC-3)
| Data         | Horário | Fase         |
| ------------ | ------- | ------------ |
| 20 de agosto | 10:00   | Qualificação |
| 21 de agosto | 11:00   | Final        |

## Medalhistas
|  | RUS Rússia                                                                                |  | ESP Espanha                                                                  |  | BUL Bulgária                                                                                           |
|  | Anastasia Bliznyuk Anastasia Maksimova Anastasia Tatareva Maria Tolkacheva Vera Biryukova |  | Sandra Aguilar Artemi Gavezou Elena López Lourdes Mohedano Alejandra Quereda |  | Reneta Kamberova Lyubomira Kazanova Mihaela Maevska-Velichkova Tsvetelina Naydenova Hristiana Todorova |

## Resultados

### Qualificação
As oito melhores equipes classificaram-se para a final.
| Pos. | Equipe | 5      | 3 + 2  | Total  | Notas |
| ---- | --- | ------ | ------ | ------ | ----- |
| 1    | ESP Espanha Sandra Aguilar Artemi Gavezou Elena López Lourdes Mohedano Alejandra Quereda                            | 17.783 | 17.966 | 35.749 | Q     |
| 2    | RUS Rússia Vera Biryukova Anastasia Bliznyuk Anastasia Maksimova Anastasia Tatareva Maria Tolkacheva                | 18.283 | 17.233 | 35.516 | Q     |
| 3    | BLR Bielorrússia Hanna Dudzenkova Maria Kadobina Maryia Katsiak Valeriya Pischelina Arina Tsitsilina                | 17.583 | 17.850 | 35.433 | Q     |
| 4    | ITA Itália Martina Centofanti Sofia Lodi Alessia Maurelli Marta Pagnini Camilla Patriarca                           | 17.516 | 17.833 | 35.349 | Q     |
| 5    | JPN Japão Airi Hatakeyama Rie Matsubara Sakura Noshitani Sayuri Sugimoto Kiko Yokota                                | 17.416 | 17.733 | 35.149 | Q     |
| 6    | ISR Israel Yuval Filo Alona Koshevatskiy Ekaterina Levina Karina Lykhvar Ida Mayrin                                 | 17.250 | 17.633 | 34.883 | Q     |
| 7    | BUL Bulgária Reneta Kamberova Lyubomira Kazanova Mihaela Maevska-Velichkova Tsvetelina Naydenova Hristiana Todorova | 17.566 | 16.616 | 34.182 | Q     |
| 8    | UKR Ucrânia Olena Dmytrash Yevgeniya Gomon Oleksandra Gridasova Valeriia Gudym Anastasiya Voznyak                   | 16.950 | 16.866 | 33.816 | Q     |
| 9    | BRA Brasil Morgana Gmach Emanuelle Lima Jéssica Maier Gabrielle da Silva Francielly Pereira                         | 15.766 | 16.883 | 32.649 |       |
| 10   | GER Alemanha Natalie Hermann Anastasija Khmelnytska Daniela Potapova Julia Stavickaja Sina Tkaltschewitsch          | 15.650 | 16.750 | 32.400 |       |
| 11   | CHN China Bao Yuqing Shu Siyao Yang Ye Zhang Ling Zhao Jingnan                                                      | 16.333 | 15.800 | 32.133 |       |
| 12   | UZB Uzbequistão Samira Amirova Valeriya Davidova Luiza Ganieva Zarina Kurbonova Marta Rostoburova                   | 14.416 | 16.750 | 31.166 |       |
| 13   | GRE Grécia Ioanna Anagnostopoulou Eleni Doika Zoi Kontogianni Michaela Metallidou Stavroula Samara                  | 15.000 | 15.416 | 30.416 |       |
| 14   | USA Estados Unidos Kiana Eide Alisa Kano Natalie McGiffert Monica Rokhman Kristen Shaldybin                         | 13.908 | 16.316 | 30.224 |       |

### Final
| Pos.              | Equipe | 5      | 3 + 2  | Total  |
| ----------------- | --- | ------ | ------ | ------ |
| Medalha de ouro   | RUS Rússia Vera Biryukova Anastasia Bliznyuk Anastasia Maksimova Anastasia Tatareva Maria Tolkacheva                | 17.600 | 18.633 | 36.233 |
| Medalha de prata  | ESP Espanha Sandra Aguilar Artemi Gavezou Elena López Lourdes Mohedano Alejandra Quereda                            | 17.800 | 17.966 | 35.766 |
| Medalha de bronze | BUL Bulgária Reneta Kamberova Lyubomira Kazanova Mihaela Maevska-Velichkova Tsvetelina Naydenova Hristiana Todorova | 17.700 | 18.066 | 35.766 |
| 4                 | ITA Itália Martina Centofanti Sofia Lodi Alessia Maurelli Marta Pagnini Camilla Patriarca                           | 17.516 | 18.033 | 35.549 |
| 5                 | BLR Bielorrússia Hanna Dudzenkova Maria Kadobina Maryia Katsiak Valeriya Pischelina Arina Tsitsilina                | 17.283 | 18.016 | 35.299 |
| 6                 | ISR Israel Yuval Filo Alona Koshevatskiy Ekaterina Levina Karina Lykhvar Ida Mayrin                                 | 17.166 | 17.383 | 34.549 |
| 7                 | UKR Ucrânia Olena Dmytrash Yevgeniya Gomon Oleksandra Gridasova Valeriia Gudym Anastasiya Voznyak                   | 16.866 | 17.416 | 34.282 |
| 8                 | JPN Japão Airi Hatakeyama Rie Matsubara Sakura Noshitani Sayuri Sugimoto Kiko Yokota                                | 16.550 | 17.650 | 34.200 |